# 新聞坊
新聞坊是上海广播电视台新闻综合频道每天17點30分至18點25分播出的的一檔民生新聞節目。新闻坊开播于2002年元旦，最初節目時長半小時。2016年1月，新聞坊時間延長至將近一小時。2018年4月12日，新聞坊推出“新闻坊+”微信小程序。

## 外部連結
- 官方网站